# Avenida Maipú (Vicente López)

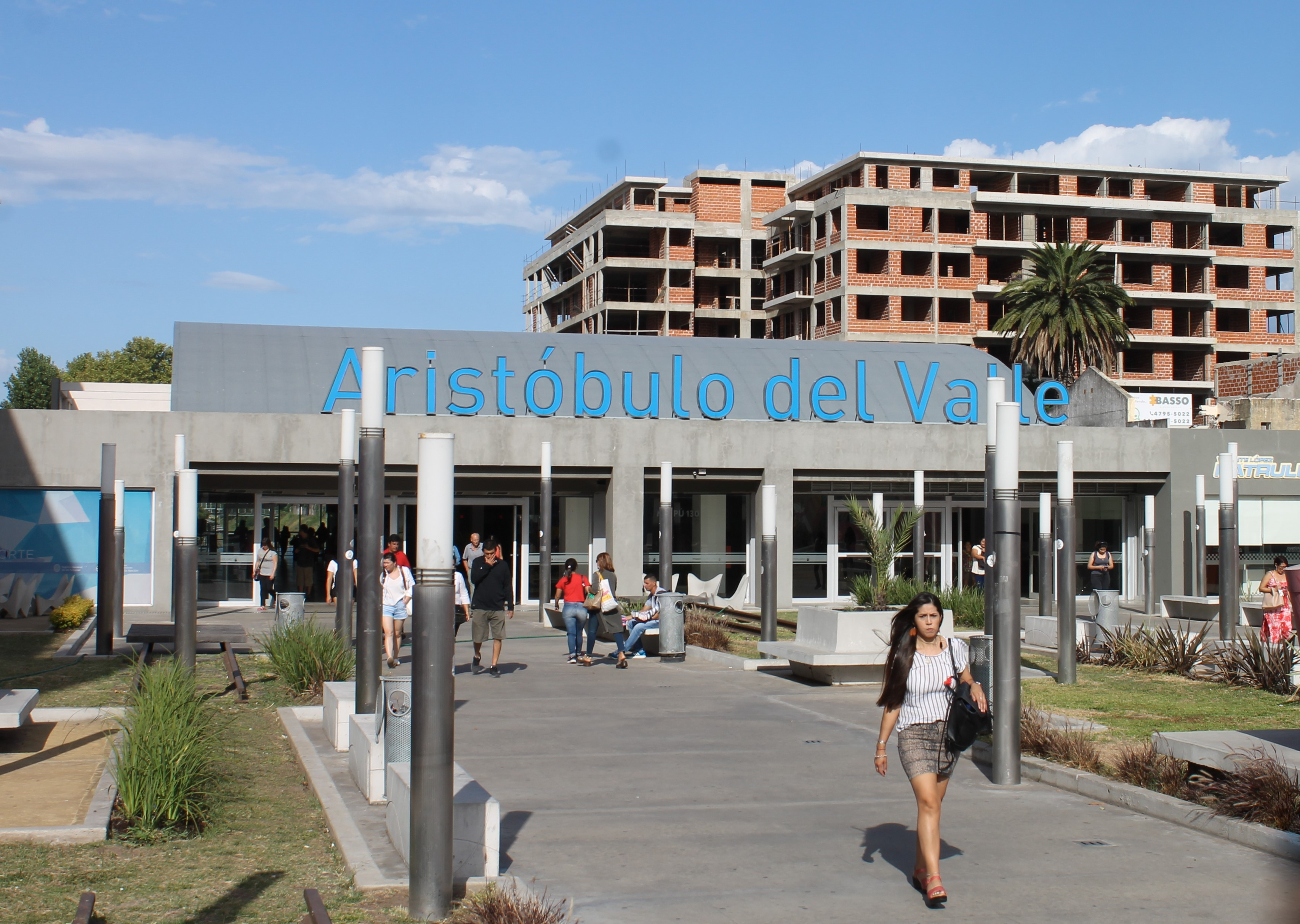
Estación Aristóbulo del Valle.

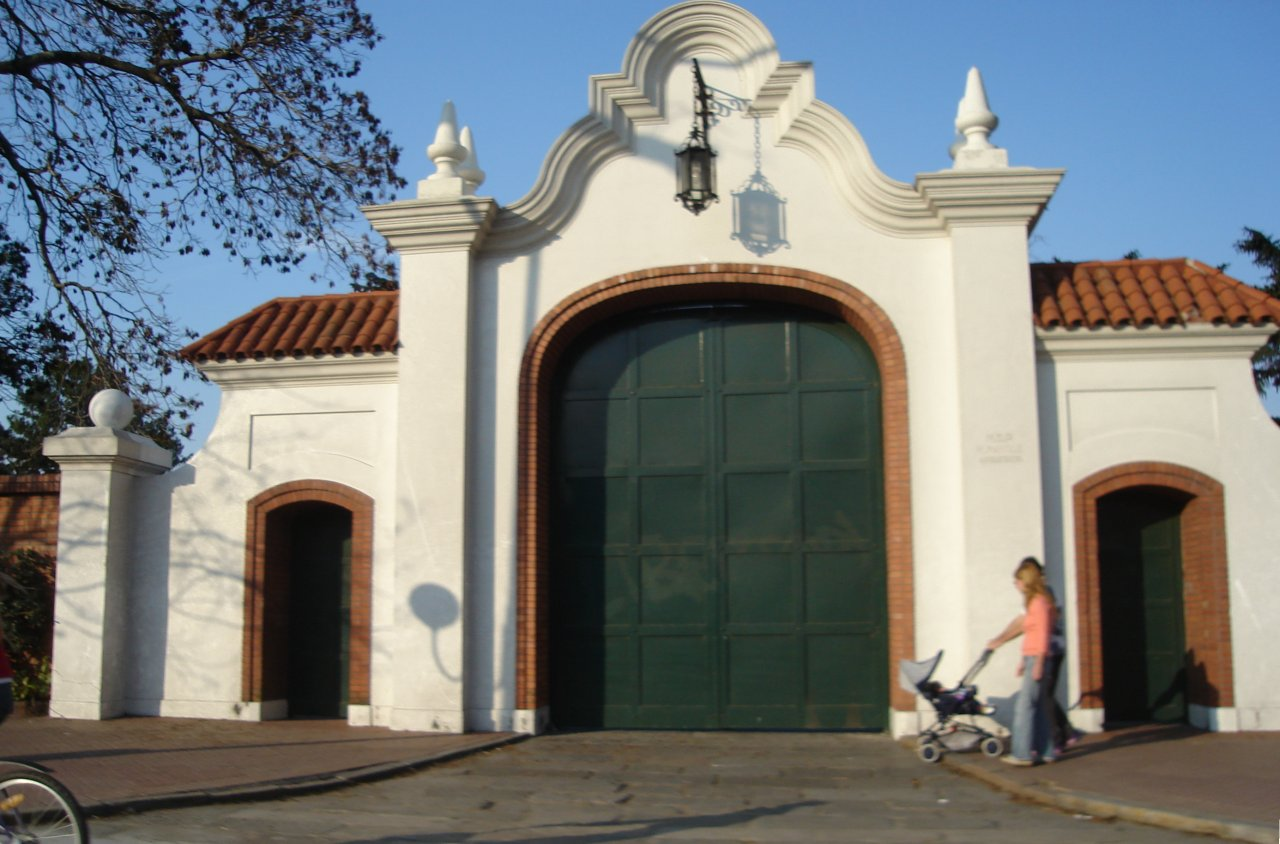
Quinta de Olivos.

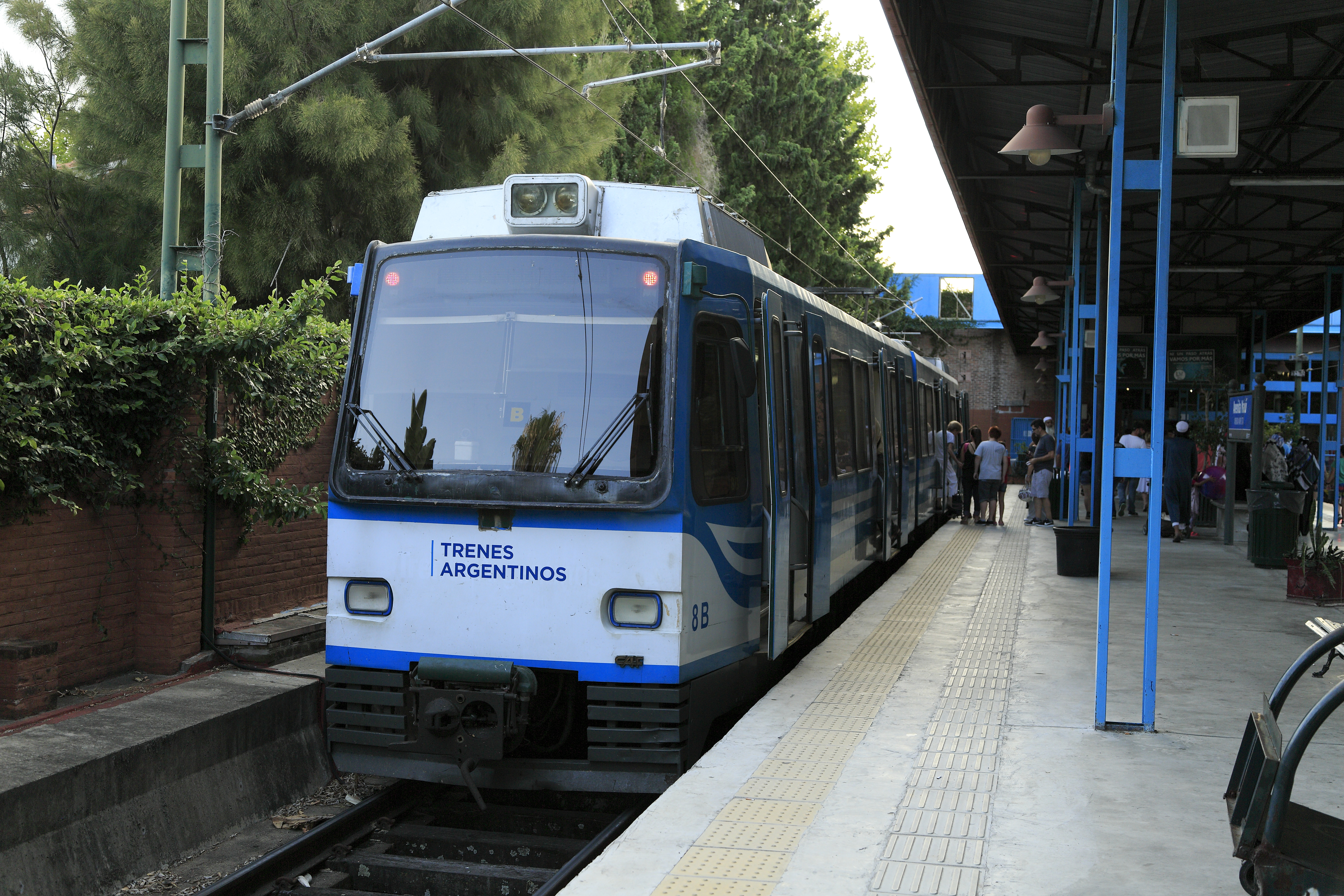
Estación Avenida Maipú del Tren de la Costa.

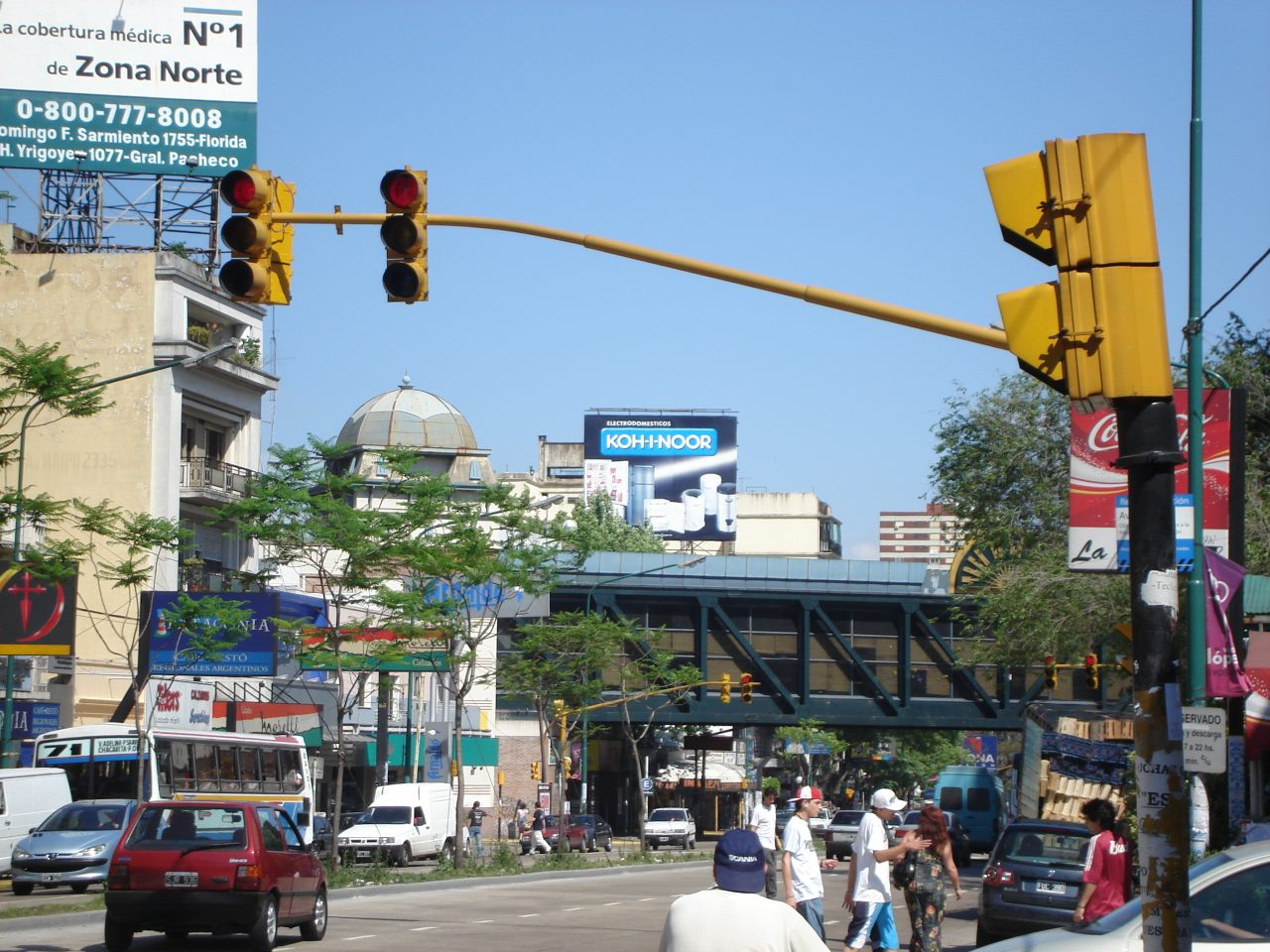
La avenida, a la altura de la Av. Ugarte.

La Avenida Maipú es una de las principales avenidas del partido de Vicente López, Provincia de Buenos Aires, Argentina. Con casi 5 kilómetros de largo, funciona como el eje vertebral del tránsito sur-norte en el este del municipio, junto a la Avenida del Libertador y la Autopista Panamericana. Es un bulevar en toda su extensión, con grandes árboles de la especie Peltophorum dubium (ibirá-pitá) que dividen los sentidos norte y sur.

## Extensión
La avenida nace como continuación de la Avenida Cabildo en Puente Saavedra (cruce de autopista donde la Avenida General Paz divide Vicente López de la ciudad de Buenos Aires), y se extiende por más de 40 cuadras hacia el norte. Atraviesa las localidades de Vicente López, Florida, Olivos y La Lucila. Finaliza en la calle Paraná (que divide los partidos de Vicente López y San Isidro) para ser continuada por la Avenida Santa Fe.

## Historia
En 1581 
Juan de Garay estableció los límites urbanos de la Ciudad de Buenos Aires: al Este la barranca del Río de la Plata (Av. Paseo Colón - Av. Alem), al oeste las actuales calles Salta y Libertad, al Sur la actual Avenida Independencia y al Norte la calle Viamonte. Garay también repartió las tierras más allá del ejido tanto al norte como al sur del nuevo centro urbano. Hacia el sur el reparto abarcó desde el Riachuelo hasta la zona de Ensenada y Magdalena, mientras que hacia el norte, la distribución comenzó desde la actual Plaza San Martín (Retiro) hasta lo que es hoy el Partido de San Fernando. Entre cada chacra (de una legua de largo) debía correr un camino, así como también por su frente y fondo. Hacia el norte, el camino del fondo lo constituían las actuales avenidas Constituyentes y Fondo de la Legua, mientras que el camino del frente, denominado "Camino de Santa Fe" o "Camino del Bajo" lo conformaban sucesivamente las actuales avenidas Libertador, Las Heras, Santa Fe, Luis María Campos y nuevamente Libertador, siempre discurriendo al pie de la barranca, elevándose sobre esta después de pasar el Partido de Vicente López.
Sin embargo, como el "Camino del Bajo" no era muy bueno y el del "Fondo de la Legua" estaba muy lejos de la costa, los Carreteros y jinetes hicieron un atajo conocido con diversos nombres: “Camino del Tejar”, “Camino de las Lomas” o “Camino del Medio”. Dicho camino ocupaba las actuales avenidas Santa Fe, Cabildo, La Pampa, Balbín y Bartolomé Mitre. Posteriormente, el Virreinato decide trazar el "Camino del Norte" o "Nuevo Camino del Alto", como una continuación de la calle Santa Fe hacia San Fernando conformando lo que actualmente son las Avenidas Santa Fe, Cabildo, Maipú, Santa Fe y Centenario. Sin embargo, tardará muchos años en generarse este nuevo camino ya que tras la fundación del pueblo de Belgrano (1855), la actual avenida Cabildo se perdía unos cientos de metros más allá del ejido urbano.
En 2003 se construyó un boulevard divisorio con más de 180 especímenes de la variedad de árbol nativo peltophorum dubium.
En 2006 se reconstruyó la totalidad de su traza, reemplazando su anterior superficie de asfalto por una nueva de concreto.
En 2015 se inauguró el Metrobús Norte, un sistema de autobús de tránsito rápido con carriles exclusivos que atraviesa la avenida entre Olivos y  Puente Saavedra (Vicente López).

## Recorrido
Puntos de interés en el recorrido de esta avenida:

### Vicente López / Florida
- - 0: Puente Saavedra
  - 70: Ingreso a la Estación Aristóbulo del Valle, de la línea de trenes Belgrano Norte.
  - 75: Estación de transferencia de colectivos de Puente Saavedra
  - 200: Calle Aristóbulo del Valle
  - 300: Avenida F. N. de Laprida
  - 303: Sucursal Puente Saavedra del Banco Galicia
  - 399: Sucursal N° 314 del BBVA Argentina 
  - 417: Sucursal Puente Saavedra del ICBC
  - 431: Sucursal Vicente López Alsina del HSBC
  - 501: Escuela N.º 6, General Manuel Belgrano
  - 600: Calle Lavalle
  - 601: Estudios del canal zonal Somos Zona Norte, del grupo Cablevisión
  - 900: Calle C. F. Melo
  - 940: Sucursal Vicente López Maipú del supermercado Carrefour
  - 1200: Calle Gral. J. A. Roca
  - 1325: Sucursal Vicente López del Banco Santander (Argentina)
  - 1500: Avenida San Martín
  - 1669: Bomberos Voluntarios De Vicente López, Cuartel Central..
  - 1758: Sucursal Vicente López (N° 92) del Supermercado Coto
  - 1800: Av. Hipólito Yrigoyen
  - 1819: Sucursal Vicente López del Supermercado Disco
  - 2000: Calle A. Malaver

### Olivos
- - 2101: Ingreso principal a la Quinta Presidencial de Olivos
  - 2200: Avenida Carlos Villate
  - 2222: Centro Cristiano Nueva Vida
  - 2300: Ingreso a la Estación Bartolomé Mitre del Ferrocarril Mitre y a la Estación Avenida Maipú del Tren de la Costa.
  - 2353: Sucursal Olivos Maipú del Banco Galicia
  - 2383: Sucursal Olivos del Banco Macro
  - 2400: Avenidas Ugarte y Corrientes
  - 2453: Sucursal Olivos del Banco Santander (Argentina)
  - 2499: Sucursal Olivos del Banco de la Nación Argentina
  - 2502: Honorable Consejo Deliberante de Vicente López
  - 2510: Secretaría de Acción Social de Vicente López
  - 2598: Sucursal Olivos del Banco de la Provincia de Buenos Aires
  - 2609: Municipalidad de Vicente López
  - 2710: Sucursal Olivos del Banco Ciudad de Buenos Aires
  - 2796: Restaurant La Farola de Olivos
  - 2897: Comisaría 1.ª. Olivos, Seccional Vicente López
  - 3000: Av. Mariano Pelliza

### La Lucila / Olivos
- - 3200: Calle Roma
  - 3300: Calle Domingo de Acassuso
  - 3398: Sucursal Olivos Market del supermercado Carrefour
  - 3400: Avenida San Lorenzo
  - 3700: Calles T. Anchorena y Carlos Gardel
  - 3800: Calle S. Debenedetti
  - 3900: Calle M. Díaz Vélez
  - 4100: Calle Mariano Moreno
  - 4200: Avenida Paraná - Fin de la Avenida Maipú